# بنتلی ۸ لیتر

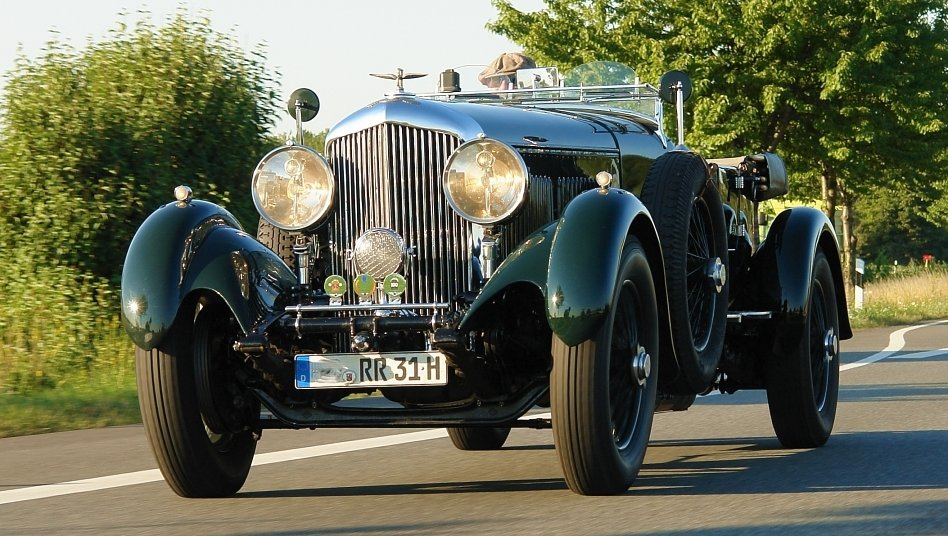

بنتلی ۸ لیتر (به انگلیسی: Bentley 8 Litre) خودرویی است که در سال‌های ۱۹۳۰–۱۹۳۱ میلادی به تعداد ۱۰۰ دستگاه تولید شده‌است.
این خودرو در کلاس خودروهای لوکس قرار گرفته و طراحی آن موتور جلو-محور عقب بوده است. سیستم جعبه‌دندهٔ آن ۴ دنده است.